# Olympische Sommerspiele 1900/Automobilsport
Die in der französischen Hauptstadt Paris im Rahmen der Weltausstellung (Exposition Universelle et Internationale de Paris) ausgetragenen Internationalen Wettbewerbe für Leibesübungen und Sport (Concours Internationaux d’Exercices Physiques et de Sports) umfassten auch insgesamt 16 Automobilwettfahrten, die jedoch kein durch das Internationale Olympische Komitees (IOC) anerkannter offizieller Bestandteil der Olympischen Sommerspiele 1900 (Spiele der II. Olympiade) waren.

## Motorwagen, Zweisitzer (+400 Kilogramm)
| Platz | Land | Athlet                          |
| ----- | ---- | ------------------------------- |
| 1     | FRA  | Sociéte des Automobiles Peugeot |
| 2     | FRA  | Delahaye                        |
| 3     | FRA  | Rochet-Petit                    |
|       | FRA  | Serpollet                       |
| 5     | FRA  | De Riancey                      |
|       | FRA  | Penelle                         |

## Motorwagen, Viersitzer (+400 Kilogramm)
| Platz | Land | Athlet                                    |
| ----- | ---- | ----------------------------------------- |
| 1     | FRA  | Delahaye                                  |
|       | FRA  | Eugène de Dietrich                        |
| 3     | FRA  | Brouhot                                   |
|       | FRA  | Hurtu                                     |
| 5     | FRA  | Bardon                                    |
|       | FRA  | Richard                                   |
|       | FRA  | Serpollet                                 |
|       | FRA  | Socíeté de Mécanique industrielle d’Anzin |

## Paris–Toulouse–Paris
Höhepunkt der Automobilwettbewerbe war das Rennen Paris–Toulouse–Paris, das am 25. Juli 1900 um 3:07 Uhr in Montgeron gestartet wurde und für Automobile, Voiturettes und Motorräder ausgeschrieben war. Die Teilnehmer gingen im Abstand von zwei Minuten auf die Strecke, deren Entfernung unterschiedlich mit 1.347 bis 1.443 km angegeben wird. Das Rennen wurde in drei Etappen an drei Tagen ausgetragen: Paris–Toulouse, Toulouse–Limoges und Limoges–Paris. Es gingen 55 Fahrzeuge mit 78 Teilnehmern an den Start, 21 kamen ins Ziel (9 Autos, 9 Motorräder und 3 Voiturettes) und 18 davon wurden gezeitet.
Paris–Toulouse–Paris zählte zu den wichtigsten Rennen des Jahres. Sieger wurde Levegh auf Mors mit etwas über einer Stunde Vorsprung auf Arthur Pinson (Panhard & Levassor). Levegh erhielt ein Preisgeld von 8.000 Francs und eine Goldmedaille für seinen Sieg. Das Gesamtpreisgeld lag bei 30.000 Francs.
| Platz | Land | Fahrer                           | Wagen              | Zeit (h) |
| ----- | ---- | -------------------------------- | ------------------ | -------- |
| 1     | FRA  | Levegh                           | Mors               | 20:50:09 |
| 2     | FRA  | Arthur Pinson                    | Panhard & Levassor | 22:11:01 |
| 3     | GER  | Carl Voigt                       | Panhard & Levassor | 22:11:51 |
| 4     | FRA  | Étienne-Édouard Giraud           | Panhard & Levassor | 22:55:32 |
| 5     | FRA  | „Antony“                         | Mors               | 26:46:27 |
| 6     | FRA  | Adrien de Turckheim              | Bollée             | 37:35:36 |
| 7     | FRA  | Louis Ravel                      | Peugeot            | 41:00:29 |
| 8     | FRA  | Eugène Brillié                   | Gobron-Brillié     | 43:40:08 |
| 9     | FRA  | Gilles Houghières                | Mors               | –        |
| DNF   | BEL  | René de Knyff                    | Panhard & Levassor | –        |
| DNF   | FRA  | Léonce Girardot                  | Panhard & Levassor | –        |
| DNF   | FRA  | Boson II. de Talleyrand-Périgord | Panhard & Levassor | –        |
| DNF   | FRA  | Léon Lefebvre                    | Bolide             | –        |
| DNF   | GBR  | Selwyn Edge                      | Bolide             | –        |
| DNF   | FRA  | De Lorys                         | Napier             | –        |
| DNF   | FRA  | Cuchelet                         | Peugeot            | –        |
| DNF   | FRA  | Eugène Gaveau                    | Mors               | –        |
| DNF   | FRA  | Huguet                           | Peugeot            | –        |

| Platz | Land | Fahrer           | Wagen          | Zeit (h) |
| ----- | ---- | ---------------- | -------------- | -------- |
| 1     | FRA  | Louis Renault    | Renault        | 34:13:38 |
| 2     | FRA  | Schrader         | Renault-Aster  | 45:49:35 |
| 3     | FRA  | Georges Grus     | Renault        | 57:24:43 |
| DNF   | FRA  | Marcel Renault   | Renault        | –        |
| DNF   | FRA  | Pierre Mercier   | Gladiator      | –        |
| DNF   | FRA  | Jean-Marie Corre | Fouillaron     | –        |
| DNF   | FRA  | Louis Cottereau  | Cottereau      | –        |
| DNF   | FRA  | Johannes Camus   | Teste et Moret | –        |